# 教公二法阻止闘争事件
教公二法阻止闘争事件（きょうこうにほうそしとうそうじけん）は、1967年2月24日にアメリカ占領下の沖縄の那覇市の立法院前で発生した事件。琉球政府与党の提案する二つの法案が、デモ隊の圧力で廃案となった。

## 事件の発端
返還前、公立学校教職員の身分は琉球政府公務員または教育区公務員であった。琉球政府公務員については、1953年に制定された琉球政府公務員法によって身分保障がなされた。教育区公務員についても身分保障すべく、「地方教育区公務員法」「教育公務員特例法」の二法案の制定が進められた。
しかし、これら二法案（「教公二法」という）は、教職員の政治行為の制限、争議行為の禁止、勤務評定の導入が盛られていたため、沖縄教職員会が反対していた。当時、教職員会は祖国復帰運動、自治権拡大運動の要となっており、住民の強い抵抗にあった。

## 事件の概要
1967年2月1日より立法院定例会が開会となったが、沖縄教職員会は立法院前の泊り込みで対抗し、空転が続いた。
教公二法の採決予定日であった2月24日午前3時頃から、沖縄教職員会の教職員は続々と立法院前に集結した。警官隊は教職員を一旦排除することに成功し、与党議員団や議長を院内に入れることができた。しかし教職員は警察官に襲い掛かり、ついに警察の警戒線を突破し立法院がデモ隊に占拠され無警察状態に陥った。
立法院議長は午前11時に本会議中止を決定したが、デモ隊はなおも引き下がらず、午後6時に与野党の協定を結ぶことで事態の収拾を図ることになった。

## 事件が与えた影響
この暴動は琉球警察に大きな打撃を与え、警察官の退職者が続出した。治安も一気に悪化し、翌年の1968年の凶悪犯罪件数は460件と過去最悪を記録した。